# Coupe de France 2007/08

CdF-Wettbewerbslogo
seit der Saison 2007/08

Der Wettbewerb um die Coupe de France in der Saison 2007/08 war die 91. Ausspielung des französischen Fußballpokals für Männermannschaften. In dieser Spielzeit nahmen 6.734 Vereine aus Frankreich und seinen Übersee-Départements bzw. -territorien daran teil – bis dato Anmeldungsrekord.
Titelverteidiger war der FC Sochaux; er scheiterte allerdings bereits im Achtelfinale am Pokalsieger Olympique Lyonnais. Für Lyon war es der vierte Gewinn dieser Trophäe insgesamt und zugleich der erste nach 35 Jahren. Gleichzeitig Landesmeister, gewann Olympique damit 2008 auch seinen ersten Doublé in der Vereinsgeschichte. Endspielgegner Paris Saint-Germain FC bestritt sein zehntes Pokalfinale – bereits das vierte innerhalb eines Jahrzehnts – und musste sich darin zum dritten Mal geschlagen geben.
2007/08 sah den Durchmarsch eines unterklassigen Außenseiters bis ins Viertelfinale: die US Jeanne d’Arc Carquefou aus dem fünftklassigen CFA 2 gab sich nach Siegen über den Zweitligisten FC Gueugnon sowie die erstklassigen AS Nancy und Olympique Marseille erst dem späteren Finalisten Paris Saint-Germain geschlagen. Diese Heimspiele trug der „petit poucet“ (als „Däumling“ werden solche Überraschungsmannschaften in Frankreich häufig bezeichnet) im Stade de la Beaujoire der benachbarten Stadt Nantes aus.
Nach den von den regionalen Untergliederungen des Landesverbands FFF organisierten Qualifikationsrunden griffen ab der Runde der letzten 64 Mannschaften auch die 20 Erstligisten in den Wettbewerb ein. Die Paarungen und das Heimrecht wurden für jede Runde frei ausgelost; allerdings gab es dabei eine Einschränkung der Privilegierung unterklassiger Klubs: nur noch Mannschaften, die mindestens zwei Spielniveaus – nicht zu verwechseln mit Ligastufen – tiefer als ihr Gegner antraten, bekamen automatisch Heimrecht. Gelegentlich verzichteten jedoch insbesondere Amateurteams gegen Bezahlung auf dieses Recht oder wichen gegen einen attraktiven Gegner in ein nahegelegenes größeres Stadion aus. Bei unentschiedenem Spielstand nach Verlängerung kam es zu einem Elfmeterschießen.

## Zweiunddreißigstelfinale
Spiele vom 4. bis 6. Januar 2008; die jeweilige Spielklassenzugehörigkeit wird mit L1, L2 und D3 für die Profiligen, CFA bzw. CFA2 für die beiden landesweiten sowie DH („Division d’Honneur“) für die oberste regionale Amateurligen angegeben.
| - RC Lens L1 – Chamois Niort L2 0:1 - Gazélec FCO Ajaccio CFA2 – ES Fréjus CFA 1:0 - US Marignane CFA – AC Arles D3 1:1 n. V. (2:3 i. E.) - Olympique Croix de Savoie CFA – US Raon CFA 1:1 n. V. (6:5 i. E.) - SC Selongey CFA2 – UC Le Mans L1 2:3 n. V. - ES Viry-Châtillon CFA2 – SC Bastia L2 2:5 - US Avranches CFA2 – FCO Dijon L2 0:2 - HSC Montpellier L2 – ES Troyes AC L2 1:0 - Ste. Jeanne d’Arc Le Poiré-sur-Vie CFA2 – JS Coulaines DH 4:1 - HSF Vesoul CFA – FC Metz L1 1:6 - US Saint-Omer DH – FC Tours D3 0:3 - AS Lyon-Duchère CFA2 – US Luzenac CFA 3:2 - AS Beauvais D3 – Olympique Marseille L1 0:2 - EDS Montluçon CFA – FC Nantes L2 0:3 - US Jeanne d’Arc Carquefou CFA2 – FC Gueugnon L2 1:0 - SO Romorantin D3 – US Boulogne L2 1:2 | - SCO Angers L2 – OC Vannes D3 2:0 - SC Amiens L2 – EA Guingamp L2 2:1 - CS Sedan L2 – SM Caen L1 3:2 - OGC Nizza L1 – Le Havre AC L2 2:1 n. V. - SAS Épinal CFA – Paris Saint-Germain L1 0:2 - AS Nancy L1 – Stade Reims L2 2:1 - AJ Auxerre L1 – AS Saint-Étienne L1 3:2 n. V. - FC Lorient L1 – FC Valenciennes L1 2:1 - US Quevilly CFA – Girondins Bordeaux L1 1:3 - FC Rouen CFA – RC Strasbourg L1 0:0 n. V. (4:5 i. E.) - US Maubeuge DH – FC Sochaux L1 0:2 - FC Toulouse L1 – Paris FC D3 1:2 - FC Martigues D3 – Stade Rennes L1 0:3 - SC Avion DH – OSC Lille L1 0:3 - US Créteil D3 – Olympique Lyon L1 0:4 - Stade Brest L2 – AS Monaco L1 1:3 n. V. |

## Sechzehntelfinale
Spiele vom 1. bis 3. Februar 2008
| - SC Amiens L2 – Gazélec FCO Ajaccio CFA 1:0 - AS Lyon-Duchère CFA2 – OSC Lille L1 0:1 - SCO Angers L2 – OGC Nizza L1 3:1 - Olympique Marseille L1 – AS Monaco L1 3:1 - US Jeanne d’Arc Carquefou CFA2 – AS Nancy L1 2:1 n. V. - Ste. Jeanne d’Arc Le Poiré-sur-Vie CFA2 – Paris Saint-Germain L1 1:3 - Olympique Croix de Savoie CFA – Olympique Lyon L1 0:1 - Paris FC D3 – FCO Dijon L2 0:0 n. V. (5:6 i. E.) | - CS Sedan L2 – FC Nantes L2 0:0 n. V. (4:2 i. E.) - Racing Strasbourg L1 – FC Metz L1 0:3 - Girondins Bordeaux L1 – UC Le Mans L1 1:0 - FC Sochaux L1 (TV) – HSC Montpellier L2 1:1 n. V. (4:3 i. E.) - AC Arles D3 – Chamois Niort L2 0:0 n. V. (9:8 i. E.) - SC Bastia L2 – AJ Auxerre L1 3:0 - FC Lorient L1 – Stade Rennes L1 0:0 n. V. (3:1 i. E.) - US Boulogne L2 – FC Tours D3 1:2 n. V. |

## Achtelfinale
Spiele am 18./19. März 2008
| - Olympique Lyon – FC Sochaux (TV) 2:1 - FC Lorient – FC Metz 0:1 - Girondins Bordeaux – OSC Lille 2:0 n. V. - Paris Saint-Germain – SC Bastia L2 2:1 | - US Jeanne d’Arc Carquefou CFA2 – Olympique Marseille 1:0 - CS Sedan L2 – SCO Angers L2 2:0 - FCO Dijon L2 – FC Tours D3 3:1 - SC Amiens L2 – AC Arles D3 1:1 n. V. (4:2 i. E.) |

## Viertelfinale
Spiele am 15./16. April 2008
| - Olympique Lyon – FC Metz 1:0 - SC Amiens L2 – FCO Dijon L2 1:0 | - US Jeanne d’Arc Carquefou CFA2 – Paris Saint-Germain 0:1 - Girondins Bordeaux – CS Sedan L2 0:0 n. V. (3:4 i. E.) |

## Halbfinale
Spiele am 6./7. Mai 2008
| - Olympique Lyon – CS Sedan L2 1:0 | - SC Amiens L2 – Paris Saint-Germain 0:1 |

## Finale
Spiel am 24. Mai 2008 im Stade de France von Saint-Denis vor 75.000 Zuschauern
- Olympique Lyon – Paris Saint-Germain 1:0 n. V. (0:0, 0:0)

### Mannschaftsaufstellungen
Olympique Lyon: Grégory Coupet – Fabio Grosso, Jean-Alain Boumsong, Sébastien Squillaci, Anthony Réveillère – Jérémy Toulalan, Juninho Pernambucano  (François Clerc, 117.), Kim Källström (Mathieu Bodmer, 66.) – Sidney Govou, Fred (Abdul Kader Keïta, 73.), Karim Benzema
Trainer: Alain Perrin
Paris Saint-Germain FC: Jérôme Alonzo – Sylvain Armand, Mario Yepes, Zoumana Camara, Ceará – Grégory Bourillon (Willamis Souza, 105.), Jérémy Clément, Jérôme Rothen, Clément Chantôme (Bernard Mendy, 82.) – Amara Diané, Pauleta  (Péguy Luyindula, 79.)
Trainer: Paul Le Guen
Schiedsrichter: Philippe Kalt (Colmar)

### Tore
1:0 Govou (102.)